# Sperr-Kreis
Der Sperr-Kreis war ein bürgerlicher Widerstandskreis gegen den Nationalsozialismus in Bayern, der nach dem ehemaligen bayerischen Gesandten in Berlin Franz Sperr benannt war.
Der Kreis umfasste etwa 66 Mitglieder. Das Ziel des Widerstandskreises war der Aufbau einer „Auffangorganisation“ für die Zeit nach dem Untergang des „Dritten Reiches“ in Bayern. Seine Führungsriege bestand aus Franz Sperr sowie den früheren Weimarer Reichsministern und ehemaligen DDP-Mitgliedern Otto Geßler und Eduard Hamm. Sie standen früh mit dem bayerischen Kronprinzen Rupprecht in Verbindung, der im Falle des Zusammenbruchs als Integrationsfigur an die Spitze Bayerns treten sollte. Zur Wiederherstellung von Sicherheit und Ordnung trat man mit geeigneten Persönlichkeiten aus Militär, Polizei, Justiz, Verwaltung und Wirtschaft in Kontakt. Im Verlauf des Zweiten Weltkrieges nahm der Kreis mit dem westlichen Ausland sowie mit anderen Widerstandsgruppen Fühlung auf. So geriet er in das Fahrwasser des gescheiterten Attentats vom 20. Juli 1944, in dessen Folge seine führenden Köpfe verhaftet wurden. Sperr wurde hingerichtet, Hamm verlor sein Leben im Gefängnis. Doch ein Großteil der ehemaligen Mitglieder der Gruppe überlebte den Krieg und beteiligte sich am Wiederaufbau und der Rückkehr zum Rechtsstaat.

## Weitere Mitglieder
- Günther Caracciola-Delbrück
- Anton Fehr
- Rudolf Flach
- Joseph-Ernst Fugger von Glött
- Heinrich Martin
- Ernst Meier
- Franz von Redwitz
- Karl Scharnagl
- Heinrich Schmittmann
- Otto Schniewind
- Kurt Sendtner
- Otto Vogel
- Otto von Waldenfels